# Connersville
Connersville és una població dels Estats Units a l'estat d'Indiana. Segons el cens del 2000 tenia 15.411 habitants.

## Demografia
Segons el cens del 2000, Connersville tenia 15.411 habitants, 6.382 habitatges, i 4.135 famílies. La densitat de població era de 731,9 habitants per km².
Dels 6.382 habitatges en un 28,6% hi vivien nens de menys de 18 anys, en un 47,8% hi vivien parelles casades, en un 12,6% dones solteres, i en un 35,2% no eren unitats familiars. En el 30,6% dels habitatges hi vivien persones soles el 13,9% de les quals corresponia a persones de 65 anys o més que vivien soles. El nombre mitjà de persones vivint en cada habitatge era de 2,34 i el nombre mitjà de persones que vivien en cada família era de 2,9.
Per edats la població es repartia de la següent manera: un 23,3% tenia menys de 18 anys, un 9,6% entre 18 i 24, un 26,5% entre 25 i 44, un 23,5% de 45 a 60 i un 17% 65 anys o més.
L'edat mediana era de 38 anys. Per cada 100 dones de 18 o més anys hi havia 86,1 homes.
La renda mediana per habitatge era de 33.911$ i la renda mediana per família de 40.833$. Els homes tenien una renda mediana de 31.239$ mentre que les dones 21.836$. La renda per capita de la població era de 16.839$. Entorn del 7,9% de les famílies i el 10,5% de la població estaven per davall del llindar de pobresa.

## Poblacions més properes
El següent diagrama mostra les poblacions més properes.